# Lac Mantasoa
Le lac Mantasoa est un lac de barrage situé dans les hautes terres centrales de Madagascar. Il sert de réservoir d'eau et joue un rôle crucial dans l'approvisionnement en eau d'Antananarivo.

## Géographie
Le lac Mantasoa, d'une étendue de 2 000 ha, est situé à environ 60 km à l'est d'Antananarivo. L'altitude moyenne de son plan d'eau est d'environ 1 381 m, et son volume peut atteindre 120 000 000 m3 lorsqu'il est plein. Les eaux du lac sont retenues par deux barrages principaux : le barrage d'Ampasimpotsy au nord et le barrage en béton de Mantasoa au sud-ouest. Le lac est fortement ramifié en raison du relief. Il est alimenté par une petite rivière au sud ainsi que par de nombreux petits ruisseaux, recueillant essentiellement les eaux de ruissellement de son bassin versant.

## Histoire
Le lac Mantasoa a été créé par la construction d'un barrage en 1936, pour régulariser le débit de l'Ikopa et irriguer les rizières de la plaine du Betsimitatatra.

## Économie
Le lac Mantasoa est une source d'eau essentielle pour la zone métropolitaine d'Antananarivo. Les bassins du lac sont utilisés pour les activités agricoles et l'approvisionnement en eau pour les besoins quotidiens. 
Le lac joue également un rôle important comme source d'hydroélectricité, alimentant en aval les centrales d'Antelomita et de Mandraka.
Le lac Mantasoa abrite une initiative innovante de production de caviar. Des œufs d'esturgeons importés de Russie ont été introduits dans le lac pour évaluer leur adaptation aux conditions locales. Avec des températures variant entre 13°C en saison froide et 23°C en saison chaude, les eaux du lac se sont avérées idéales pour la croissance des esturgeons, permettant ainsi la production de caviar.